# Tatort: Eine mörderische Rolle
Eine mörderische Rolle ist ein Fernsehfilm aus der Krimireihe Tatort, der vom Hessischen Rundfunk (HR) produziert und am 19. Februar 1995 im Programm Das Erste zum ersten Mal ausgestrahlt wurde. Es handelt sich um die 303. Tatort-Folge, bei welcher (untypisch für die Tatort-Reihe) der pensionierte Kriminalhauptkommissar Leo Felber (Heinz Schubert) als Hauptermittler angegeben wird. Mit dem Fall befassen sich offiziell KHK Schwarze (Pierre Franckh) und KHM Hermes (Dominique Horwitz). Karl-Heinz von Hassel, der den damaligen „amtierenden“ Frankfurter Tatort-Kommissar Brinkmann spielte, tritt hier in einer Nebenrolle als Leiter der Mordkommission Klose auf.

## Handlung
Der junge Schauspieler Frank Langer, weit bekannt durch seine Rolle als Cooper in einer Krimiserie, hat keinen Mangel an weiblichen Fans. Als seine letzte Liebschaft ihn allerdings bloßstellen will, weiß er sich nicht anders zu helfen, als sie zu erwürgen. Als Eva am Set vermisst wird, fällt der Verdacht zwar auch auf Langer, aber sein Regisseur gibt ihm ein Alibi für den gestrigen Abend. Filmkollegin Alice Schirmer ist sich jedoch sicher, dass Frank den Abend mit Eva verbracht hat. Kommissar Schwarze vermutet, dass Alice etwas weiß, und folgt ihr bis in ihre Wohnung, doch Alice wimmelt ihn ab.
Der Kriminalhauptkommissar a. D., Leo Felber, wird von seiner Untermieterin Bartsch auf den Mord angesprochen, doch er erklärt ihr, nicht mehr im Dienst zu sein, außerdem habe er derzeit seinen Enkel Robert zu Besuch. Dieser erklärt am Abend, durchs Fenster gesehen zu haben, wie in einer gegenüberliegenden Wohnung ein Mann eine Frau mit einem Schal erwürgt hat. Jedoch hat auch der Mörder den Jungen am Fenster gesehen, wie er ihn beobachtet hat. Felber glaubt dem Jungen zunächst nicht, bleibt jedoch aufmerksam und lässt sich von der Hauswirtin die Wohnung zeigen. Etwas Auffälliges findet er jedoch nicht. Zur gleichen Zeit, als sich der Junge gerade wieder zum Spaß in einem Schrank versteckt hat, sieht er einen Mann in die Wohnung kommen, den er als seinen Filmhelden Cooper erkennt. Als er davon seinem Opa erzählt, sieht dieser das einfach nur als eine vertauschte Realität des Jungen an. Doch am nächsten Tag wird in einem alten Fabrikkomplex die Leiche von Alice Schirmer gefunden. Die Polizei geht von einem Serientäter aus, da das nun schon die zweite erwürgte Frau war. Felber kontaktiert Kommissar Klose in seiner alten Dienststelle und berichtet ihm von den Beobachtungen seines Enkels. Auf einem Aushang im Kommissariat erkennt er den Mann, den er auch in Frau Schirmers Wohnung gesehen hat. Dummerweise war das aber Kommissar Schwarze, und Felber geht kleinlaut wieder heim.
Der junge Kriminalhauptmeister Hermes will jedoch nochmal mit Felber sprechen und besucht ihn zu Hause. Er bestärkt ihn darin, dass sein Enkel tatsächlich den Mörder gesehen haben kann. Felber lässt den Jungen ein Bild von „seinem Mörder“ zeichnen und da darauf eindeutig der Serienheld Cooper zu erkennen ist, glaubt ihm wieder niemand so richtig. Lediglich Hermes hält es nicht für unmöglich und observiert Langer. Dieser ist gerade dabei, eine junge Frau in seinem Auto mitzunehmen, es ist ausgerechnet Lisa, die Felber den Haushalt macht. Hermes kann sie telefonisch warnen, sodass Langer sich wieder zurückzieht. Dabei entwendet er jedoch Lisas Schlüssel von Felbers Wohnung.
Felber muss Robert kurz allein lassen, weil er Langer am Filmset aufsuchen will. Als er aber feststellt, dass dort gerade nur Langers Double arbeitet, begibt er sich umgehend wieder zurück zu Robert. Der bekommt inzwischen vom echten „Cooper“ Besuch, kann sich jedoch zunächst erfolgreich vor ihm verstecken. Als Felber zurückkommt, bedroht Langer ihn und den Jungen mit der Pistole, die er Felber gerade abgenommen hat, bemerkt jedoch nicht, dass dies nur eine Attrappe war, die Felber vom Filmset mitgebracht hat. Inzwischen steht bereits die Polizei vor der Tür und Hermes dringt durch ein Fenster zu den Geiseln durch und erschießt Langer.

## Hintergrund
Heinz Schubert ist eher für seine Rolle als „Ekel Alfred“ aus der Fernsehserie Ein Herz und eine Seele bekannt. Er spielt hier in einem einzigen Fall und auch nicht als Ermittler einer Dienststelle, sondern privat mit angeborenem Spürsinn. Das gleiche Schicksal, weshalb er vor zehn Jahren seinen Dienst quittiert hatte, ereilt nun hier zum Schluss einen jungen Kollegen und macht alle Beteiligten sprachlos.
Nicht nur Kommissar Felber, sondern auch der Erzählstil weicht von anderen Folgen der Tatort-Reihe ab. Karl-Heinz von Hassel verleiht Klose andere Charakterzüge als seiner Standardrolle Brinkmann. Zumindest bei der Ausstrahlung am 18. Juli 2015 im Rahmen der Wiederholung alter Tatort-Folgen im Hessischen Rundfunk besaß die Folge auch einen von der Tatort-Reihe abweichenden Vor- und Abspann.

## Rezeption

### Einschaltquoten
Die Erstausstrahlung von Eine mörderische Rolle am 19. Februar 1995 erreichte für Das Erste einen Marktanteil von 22,08 Prozent und wurde in Deutschland von 7,66 Millionen Zuschauern gesehen.

### Kritiken
Die Kritiken sind überwiegend negativ. TV-Spielfilm ist wie immer kurz und knapp:

„Ein allzu platter Beitrag zur Dauerdebatte um die Auswirkungen von Gewalt in Film und Fernsehen. Wirrer Quark, den nur das Personal rettet.“

„Konfuses Spiel mit Realität und Fiktion“

„Rainer Bärs spannender ‚Tatort‘-Film mit Heinz Schubert in der Hauptrolle......spielt auf originelle Weise mit verwirrenden Wechselwirkungen zwischen der Bilderwelt des Fernsehens und der Wirklichkeit.“